# Rodolfo del Castillo y Quartiellers
Rodolfo del Castillo y Quartiellers (Cádiz, 1845 - Madrid, 1917) médico oftalmólogo y egiptólogo, historiador de España.

## Biografía
Nació en Cádiz, el 9 de noviembre de 1845. Pasó su infancia en Gibraltar y consiguió el grado de Bachiller en Artes en Cádiz, en 1869, teniendo en el Instituto como maestro a Romualdo Álvarez Espino, miembro destacado del krausismo gaditano. En el curso 1869-70, comenzó sus estudios en la Facultad de Medicina de Cádiz; en apenas tres años, aprovechando las circunstancias de la época que favorecían poderse examinar de un buen número de materias en el mismo curso académico, obtuvo el grado de licenciado en marzo de 1872. Dos meses, después, en el mes de junio, superó las asignaturas del doctorado.
Afamado oftalmólogo del positivismo médico español, presentando además un estudio sobre sus principales publicaciones en el terreno de la historiografía médica de la Antigüedad, destacando sus trabajos sobre el Código de Hammurabi o las medicinas egipcia, griega y romana. Llegó a trabajar como jefe clínico de su primo, don Cayetano del Toro y Quartiellers, alcalde de Cádiz y médico local. Rodolfo del Castillo era cuatro años menor que su primo, también Doctor en Medicina y será discípulo aventajado del Dr. del Toro. No obstante, será su encargado de la sección clínica oftalmológica algunos años más tarde. Se trasladará a Córdoba, donde será padre del también doctor, Rodolfo del Castillo y Ruiz.
Rodolfo del Castillo será junto a Enrique Díaz Rocafull, alumnos de la cátedra libre de Oftalmología fundada por Cayetano del Toro y con sede en la gaditana calle Argantonio. Realizó una importante tarea en la primera revista española de la especialidad. La Crónica Oftalmólogica, fundada por el propio don Cayetano.
En 1872 viaja a Inglaterra para profundizar en sus conocimientos junto al oftalmólogo William Bowman, hizo posteriormente lo propio en París, con Salvador Fano, Fernand Giraud y Xavier Galezowski. 
En otros aspectos (no solo en los familiares y científicos) los dos primos coincidirán: ambos serán apasionados de la historia (Rodolfo del Castillo escribirá numerosas obras dedicadas a la Medicina en la Antigüedad y está considerado como uno de los padres de la egiptología española) y ambos serán miembros destacados del partido liberal (aunque Rodolfo del Castillo sí desarrollará su faceta política fuera de Cádiz aceptando cargos o siendo senador). Rodolfo del Castillo, además de discípulo de Cayetano, fue un reputado arqueólogo e historiador, así como político liberal. Ambos también compartirán sus pensamientos e ideologías masónicas.
En 1873 dirigió el Balneario de Artegio, La Coruña. Ese mismo año termina estableciéndose en Córdoba donde desarrolla una intensa e importante actividad clínica y publicística, dirigiendo la publicación La Andalucía Médica
En 1893 es elegido Diputado y se traslada a a Madrid donde el cirujano portuense (Puerto de Santa María, Cádiz) Federico Rubio y Gali (1827-1902) le ofrece una plaza de profesor de Enfermedades de los Ojos en el afamado Instituto de Terapéutica Operatoria, fue socio fundador de la Sociedad Oftalmológica Hispano-Americana.
Del Castillo tuvo también una especial dedicación a la investigación histórica, no en vano fue Correspondiente de la Real Academia de la Historia, destacando sus estudios sobre la medicina en la Cultura asirio-babilónica, y sobre las medicinas egipcia, griega y romana.
En 1904 publica “El Código de Hammurabi y la oftalmología en los tiempos babilónicos”
Es importante ponderar la fecha de la publicación, ya que estaba reciente el hallazgo realizado por la expedición científica francesa en las ruinas de Susa, liderada por M.J. Morgan, del Código de Hammurabi fue llevado a cabo entre el mes de diciembre de 1901 y enero de 1902. En aquellos años y con la época de Hammurabi se tiene la sensación de asistir a un gran cambio de rumbo de la Historia; hoy se tiende a considerar que este rey promulgó en el cuadragésimo año de su reinado un conjunto de leyes que mandó grabar en estelas, incluyendo un bajorrelieve que representa a Shamach, Samas, dios del Sol y el rey Hammurabi, que recuerda a Rodolfo del Castillo a uno de los pasajes del Pentateuco en el que Dios habla a Moisés. Rodolfo se ve interesado por la dimensión ético-social del Código de Hammurabi donde subraya que “no es una recopilación de leyes sistemáticas ligadas entre sí, sino más bien una agrupación de disposiciones casuísticas de orden civil, penal y administrativo redactadas por un pueblo relativamente civilizado más de 2000 años antes de Jesucristo, llamándole la atención al encontrar pasajes que parecen copiados de la Biblia. También subraya que se legislara respecto a los sanitarios, cirujanos, veterinarios. Transcribe algunos artículos.
Si un cirujano ha hecho una operación a un hombre afecto de herida grave con lanceta de bronce, y el hombre curase, si también ha abierto con lanceta de bronce un tumor en un ojo y el ojo curase, recibirá 10 siclos de plata.
Si el paciente es un liberto, recibirá 5 siclos de plata.
Nuestro autor supone que las afecciones oculares debieron estudiarse en aquellos tiempos “de un modo especial”; aunque un cirujano avezado como él se pregunta: “¿Pero qué clase de operaciones podían ser éstas, que con lanceta o punzón de bronce practicaban en los ojos aquellos cirujanos?”.
El médico gaditano afirma que la cirugía se ejercía por separado de la oftalmología, “y muy especialmente la cirugía ocular”, que formaba rama independiente, “constituyendo así una verdadera especialidad”.
Todos nos hace pensar que Rodolfo del Castillo era consciente de que estaba haciendo algo novedoso en España con este tipo de estudios historiográficos y por eso dice lo siguiente:
“…al fijar nuestra atención en el monumento de Susa, desde el punto de vista médico, sólo nos ha guiado el interés grande que despierta para la historia de las ciencias médicas y para los que a su estudio se dedican, siguiendo en todo el camino que en el extranjero se viene trazando hace muchos años, y que hoy constituye una rama importante de la arqueología, y que en nuestro país y entre nuestros comprofesores no han tenido aún toda aquella atención que merecen, dando con ello motivo a que se nos crea muy alejados de todo movimiento científico, que se aparta algo de lo especulativo y corriente”.

## Pasión por la egiptología
Entre 1907 y 1909 nuestro médico se interesó en diversos estudios por el Egipto Antiguo, cabe recordar en este sentido los que dedicó a la esterilización de las aguas del Nilo en el siglo XI, la medicación oleosa en tiempo de los faraones, la momificación y el embalsamamiento o los objetos egipcios encontrados en Tarragona.
En 1907 publicó “Recuerdos de un viaje a Egipto. La esterilización de las aguas del Nilo en el siglo XI”.
Viaja a Egipto para conocer de primera mano el legado de esta civilización, y buscar y hablar con especialistas que lo ilustren sobre el particular
Estableció una comparación entre las ideas de Ebn-Raduan, que dejó un manuscrito del año 1068, sobre la purificación de las aguas del Nilo y las de Louis Pasteur. Es sabido que el científico francés preconizó, para sanear completamente el agua, elevar la temperatura a más de 120° y aún más “porque han observado que hay microbios que resisten temperaturas inferiores”. Este documento de Ebn Raduan le sirve a Rodolfo del Castillo para subrayar la importancia de los estudios histórico médicos.
En 1908, siendo profesor de oftalmología del célebre Instituto Rubio de Madrid, publicó otro folleto titulado “La medicación oleosa en tiempo de los faraones. El aceite de ricino”. También publica “Recuerdos de un viaje a Egipto. El contagio de la oftalmía egipcia por las moscas” y “Origen del Egipto”. En 1909 “Momificación y embalsamamiento en tiempo de los Faraones”, del mismo modo publicó en el Boletín de la Real Academia de la Historia, institución de la que era Correspondiente, un informe titulado “Objetos egipcios encontrados en Tarragona”. 
En 1913 funda en Madrid el Instituto Médico-Quirúrgico de la Encarnación. 

Introdujo el uso de la cocaína como anestésico en Cádiz tras mostrar a su primo, Cayetano del Toro y Quartiellers, el uso en varias demostraciones empíricas operatorias .

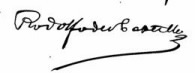
Firma de Rodolfo del Castillo y Quartiellers. Archivo del Senado

Fue senador por la provincia de Cádiz de 1898 a 1899 (no juró el cargo) y por la de Albacete de 1910 a 1911 y académico correspondiente de Historia. Fundó la revista Anales de Oftalmología, años después reeditada por su hijo, Rodolfo del Castillo y Ruiz.
Rodolfo del Castillo y Quartiellers, realizó una importante obra como traductor de textos médicos, por ejemplo “Las heridas del ojo” de Arlt, las “Lecciones oftálmicas” de Sous o “Los elementos de terapéutica ocular” de Bourgeois. Colaboró en revistas como “El Progreso Médico” o “La Crónica Oftalmológica”, ambas de Cádiz.
En cambio son menos comentadas, en cuanto a su contenido, las aportaciones que realizó a la historiografía médica de la Antigüedad.  Rodolfo del Castillo fue una rara excepción en la medicina española de la época, ya que sí era frecuente –quizás por influencia de los tratados de medicina franceses- que los autores realicen introducciones históricas de temas tratados en sus libros, pero no era frecuente los que estudiasen la bibliografía de historiadores y arqueólogos para realizar trabajos de investigación sobre temas muy especializados como la medicina mesopotámica, egipcia, griega y romana. 